# Seznam obveščevalnih služb
Seznam obveščevalnih služb, ki so obstajale oziroma so še dejavne (za nekdanje glej Seznam zgodovinskih obveščevalnih služb)

## Abecedni seznam
(ime (država))

### A
- Avstralska tajna obveščevalna služba (Avstralija)

### B
- BFD (Nemčija)
- BOSS (Republika Južna Afrika)
- bia - Srbija

### C
- CIA (ZDA)
- CIC (ZDA)
- CSIC (Ljudska republika Kitajska)

### D
- DGS (Francija)

### F
- FBI (ZDA)
- FSB (Rusija)

### G
- GRU (Rusija)

### I
- ISI (Pakistan)

### L
- LAKAM (Izrael)

### M
- MI5 (Združeno kraljestvo)
- MI6 (Združeno kraljestvo)
- MI8 (Združeno kraljestvo)
- MI9 (Združeno kraljestvo)
- Mosad (Izrael)

### N
- NSA (ZDA)

### O
- Obveščevalno varnostna služba Ministrstva za obrambo Republike Slovenije (OVS MORS; Slovenija)

### S
- SISMI (Italija)
- Služba državne varnosti (SDV, SFR Jugoslavija)
- Slovenska obveščevalno-varnostna agencija (SOVA; Slovenija)
- STASI (Nemška demokratična republika)
- SZUP (Služba za zaštitu ustavnog poretka; Hrvaška)

### Š
- Šin Bet (Izrael)

### U
- UB (Poljska)